# Gunder Gundersen
Gunder Gundersen (* 12. September 1930 in Asker; † 2. Juni 2005 in Oslo) war ein norwegischer Nordischer Kombinierer.

## Werdegang
Seinen ersten internationalen Erfolg feierte Gundersen beim Holmenkollen Ski Festival 1952. Dort gewann er den Einzelwettbewerb in der Nordischen Kombination.
Bei den Norwegischen Meisterschaften 1953 in Oslo gewann er hinter Simon Slåttvik und Per Gjelten die Bronzemedaille im Einzel. Ein Jahr später bei den Norwegischen Meisterschaften 1954 in Strinda musste er sich nur Sverre Stenersen geschlagen geben und gewann die Silbermedaille. Im gleichen Jahr gewann Gundersen bei den Nordischen Skiweltmeisterschaften 1954 die Silbermedaille in der Nordischen Kombination.
Bei den Lahti Ski Games gewann er 1955 Bronze im Kombinationswettbewerb. Auch 1954 gelang ihm dies zuvor bereits. Bei den Norwegischen Meisterschaften 1955 gewann Gundersen erneut Silber, bevor er Zwei Jahre später in Mo i Rana erneut Bronze gewann. Nachdem er bei den Norwegischen Meisterschaften 1958 in Oslo erneut Silber gewann, ging er auch bei der Nordischen Skiweltmeisterschaft in Lahti an den Start. Dort gewann er Bronze im Einzel hinter Paavo Korhonen und Sverre Stenersen.
1959 wurde er nach einem erneuten Sieg am Holmenkollen mit der Holmenkollen-Medaille geehrt.
Bei den Olympischen Winterspielen 1960 in Squaw Valley erreichte er den 11. Rang im Einzelwettbewerb der Kombination. Kurze Zeit später erreichte er bei den Norwegischen Meisterschaften in Mjøndalen die Bronzemedaille hinter Tormod Knutsen und Arne Larsen. Ein Jahr später bei seinen letzten Norwegischen Meisterschaften 1961 in Rælingen gewann er seinen ersten und einzigen nationalen Titel.
Er hat in seiner Karriere aber auch als Skispringer an der Vierschanzentournee teilgenommen.
Bekannt geworden ist Gundersen im Anschluss an seine aktive Laufbahn vor allem durch die Einführung der sogenannten Gundersen-Methode, eines speziellen Startmodus in der Nordischen Kombination, der 1985 eingeführt wurde. Zuvor war er von 1974 bis 1979 Vorsitzender des Kombinations-Komitees bei der FIS und bei den Olympischen Winterspielen 1980 Technischer Direktor des Kombinationswettbewerbs.